# وب‌لیت
وِب‌لِیت (انگلیسی: Weblate) یک ابزار ترجمه رایگان مبتنی بر وب با یکپارچگی کنترل نسخه دقیق است. وب‌لیت دو رابط کاربری، انتشار ترجمه‌ها در اجزا، بررسی کیفیت و پیوند خودکار به فایل‌های منبع را فراهم می‌کند.

## اهداف بیان‌شده
وب‌لیت قصد دارد ترجمه مبتنی بر وب را با ادغام فشرده گیت برای طیف گسترده‌ای از فرمت‌های فایل تسهیل کند و به مترجمان کمک کند بدون اطلاع از گردش کار گیت مشارکت کنند.
ترجمه‌ها از نزدیک توسعه را دنبال می‌کنند، زیرا در همان مخزن کد منبع میزبانی می‌شوند. هیچ برنامه ای برای حل تعارضات سنگین وجود ندارد، زیرا استدلال می‌شود که اینها در درجه اول باید در سمت گیت انجام شود.

## نام پروژه
نام این پروژه، یک آمیزه‌سازی از کلمات وب و ترنسلیت است.

## استفاده‌های قابل توجه
چند پروژه قابل توجه که از وب‌لیت استفاده می‌کنند:
- موتور گودو
- اواس‌ام‌اند
- پی‌اچ‌پی‌مای‌ادمین
- اوپن‌پترا
- دبیان
- لیبره‌آفیس
- مونرو (رمزارز)
- اپن‌سوزه
- کودی (نرم‌افزار)
- کریپت‌پد